# María de Todos los Ángeles
María de Todos los Ángeles es una serie de televisión de comedia situacional mexicana producida por André Barren y Pedro Ortiz de Pinedo para Televisa. Fue transmitida al aire por dos temporadas desde el año 2009 al 2014. Contó con 13 episodios en la primera temporada y 20 episodios en la segunda temporada.
Protagonizada por Mara Escalante (quien interpretó un doble papel) y Ariel Miramontes, contó además con la participación antagónica de Alma Cero, así como con las actuaciones estelares de Beng Zeng, Montserrat Marañón, José Luis Guarneros, Evelio con V Chica, Carlos Cobos y Pedro Romo.

## Argumento
La serie aborda la vida de Maria de todos los Ángeles, una mujer que sueña con encontrar el verdadero amor. Desilusionada por todos sus problemas amorosos, decide invocar a todos los ángeles de la corte celestial para encontrar al ser amado; estos se le revelan en sueños y le dan señales para encontrarlo, pero ella siempre interpreta las señales de manera equivocada, hasta que un día conoce a su vecino Albertano Santacruz, un chico romántico que pretende ser cantante de música grupera. Albertano vive con su madre Doña Lucha, la cual es sobreprotectora y quien ha sacado adelante sola a sus tres hijos, pero ahora no permitirá que su hijo consentido se enrede con cualquiera. En esta folklórica familia vive también Rosa Aurora, la hija que trabaja como edecán y es la proveedora de la casa, y Chino, el hijo menor, un adolescente dominado por su madre, quien en realidad es el más consciente y estudioso de la familia.

## Reparto
| Mara Escalante          | María de Todos los Ángeles | Principal | Principal |
| Mara Escalante          | Doña Lucha                 | Principal | Principal |
| Ariel Miramontes        | Albertano Santacruz        | Principal | Principal |
| Beng Zeng               | Chino                      | Principal | Principal |
| Alma Cero               | Rosa Aurora                | Principal | Principal |
| Carlos Cobos/Pedro Romo | Don Carmelo                | Principal | Principal |
| Montserrat Marañón      | Betza                      | Principal | Principal |
| José Luis Guarneros     | Macaco                     | Principal | Principal |
| Evelio Arias Ramos      | Delfino                    | Principal |           |

### Principales
- Mara Escalante como María de Todos los Ángeles
- Mara Escalante como Doña Lucha[3]
- Ariel Miramontes como Albertano Santacruz
- Beng Zeng como Chino
- Alma Cero como Rosa Aurora
- Carlos Cobos (primera temporada) y Pedro Romo (segunda temporada) como Don Carmelo
- Montserrat Marañón como Betza
- José Luis Guarneros como Macaco
- Evelio con V Chica como Delifno[4]
- Virginia Esther Marín Nuñez - Doble de Mara Escalante

### Recurrentes
- Lucía Guilmán como Doña Juana
- Maya Karunna como La Gloria
- Martha Ofelia Galindo como Doña Cuquita
- Samia como Glenda
- Denisse Padilla como La Mapacha
- Benito Castro como el Padre Aureliano
- Maria Alicia Delgado como la enfermera Martha
- Roxana Castellanos como Reina Altagracia
- Ulises de la Torre como Piernas de Oro

## Episodios
La serie María de todos los Ángeles consta de 2 temporadas y un total de 33 episodios.
| 1 | 13 | 2 de agosto de 2009     | 27 de septiembre de 2009 |
| 2 | 20 | 24 de noviembre de 2013 | 2 de febrero de 2014     |

## Premios y nominaciones

### Premios TVyNovelas
| Año  | Categoría                   | Programa                   | Resultado |
| ---- | --------------------------- | -------------------------- | --------- |
| 2010 | Mejor serie hecha en México | María de Todos los Ángeles | Ganadora  |
| 2014 | Mejor serie hecha en México | María de Todos los Ángeles | Ganadora  |

## Spin-off y crossovers
En 2016, salió al aire el nuevo programa de televisión denominado Nosotros los guapos, donde Adrián Uribe y Ariel Miramontes serían protagonistas, interpretando al Vitor y a Albertano respectivamente.
En el episodio Toña no está de la segunda temporada de 40 y 20, Mara Escalante interpreta a su personaje de Doña Lucha. En dicho episodio, hay muchas alusiones a la serie de María de Todos los Ángeles.
En 2022, Ariel Miramontes nuevamente retomaría su personaje de Albertano para su nueva serie, Albertano contra los mostros, José Luis Guarneros también regresaría a interpretar su personaje de El Macaco, Montserrat Marañón también fue protagonista de esta serie interpretando a Doña Catita, también en los episodios Una Hermana Mediática y El libro de los Hechizos, Alma Cero vuelve a interpretar a Rosa Aurora y teniendo protagonismo en estos dos episodios.